# Crown Mines
Crown Mines est une holding regroupant sept mines d'or en Afrique du Sud, créée en 1909, dont une des sociétés membres date de 1892.

## Histoire
La société est créée par la formation, décidée en 1909, d'un groupe constitué autour du groupe Crown Reef Gold Mining Company, qui absorbe sept autres mines d'or pour la plupart spécialisée dans l'extraction d'or à grande profondeur: Paarl Central, Langlaagte Deep, Robinson Central Deep, South Langlaagte, New Vierfontein mines, South Rand Gold Mining company et South Deeps Limited.
Avec une valeur boursière de 12,8 millions de sterling en 1913, c'est la 21e capitalisation britannique et la deuxième plus importante des mines d'or, juste derrière Rand Mines (13,3 millions de sterling, et devant East Rand Proprietary Mine, 44e capitalisation, avec 6,268 millions de sterling, New Jagersfontein (47e) et Randfontein Central (49e).